# 酒井美羽
酒井 美羽（さかい みわ、1956年2月23日 - ）は、日本の漫画家。熊本県熊本市出身、血液型はO型。女性。本名・北園美和子。

## 概要
東京デザイナー学院卒業後、山田ミネコ、忠津陽子、田中雅子らのアシスタントを経験。1977年、「ロリオン」で第2回白泉社アテナ大賞第2席に入賞。1978年、『花とゆめ』（白泉社）9号に掲載の「2年の春」でデビュー。以後、『花とゆめ』などに少女漫画作品を掲載。後に『Silky』（白泉社）、『YOU』（集英社）などでレディースコミック作品を描く。恋愛をテーマとした作品を得意とする。『ミステリーボニータ』（秋田書店）2020年12月号より「酒井美羽の少女まんが戦記」をスタートした。
酒井が定番としている設定の一つに「年の差カップル」の存在が挙げられる。この年の差カップル設定は、酒井が中学生の頃に読んで夢中となったシャーロット・ブロンテの長編小説『ジェーン・エア』が原点となっているという。年の差カップルをメインに掲げた初期作品としては、2年近く連載された『ミルクタイムにささやいて』を含む「ミミと州青のラブコメディ」シリーズ（年齢差は12歳）が挙げられる。より後期の作品としては『抱いて抱いて抱いて♥ダーリン』（年齢差は18歳）が挙げられ、この作品を作成したきっかけは年の差カップルの決定版を描きたかったからだと酒井は語っている。
1986年5月28日に行われた聖カテドラル教会での北園昌利（馴れ初めはアシスタント）との挙式の模様が『まんが情報誌ぱふ』にカラーグラビアで掲載され、魔夜峰央・谷地恵美子・高口里純・野間美由紀・佐々木淳子・山田ミネコなど大勢の友人漫画家たちも集合し祝われた。その後、母としても多忙な日々を送っている（1992年時点）。
編集委員会の委員長を石ノ森章太郎が務めた『日本漫画家名鑑500』にて、「ミルクタイムにささやいて」・「BAD GIRL」・「その男、ワガママにつき」・「セーラーブルーの青春」の4作品の書影を代表作として掲載している（1992年時点）。

## 作品リスト

### 少女漫画
- 通り過ぎた季節（全2巻）
  - 【改題】亜紀子のカレンダー（全3巻（16歳・17歳・18歳））
- ミミと州青のラブコメディ シリーズ
  - あの娘におせっかい
  - もういちど愛して!
  - ミルクタイムにささやいて（花とゆめCOMICS 全7巻、白泉社レディースコミックス 全9巻）
  - 初体験ボーイ源之助!!!（全2巻）
- セーラーブルーの青春（全6巻）
- マンハッタンサンセット
- アデル
- 異国にて[7]
- 花嫁はふくれっつら
- 立枯れの森 ホラー傑作集
- 新キャベツ物語
- すきさ 好きさ すきさ
- その男、ワガママにつき（全10巻）
  - その男、ワガママにつき＋(プラス)
  - その男、ワガママにつき+α(プラスアルファ)（上下巻）
  - その男、ワガママにつき∞(ムゲンダイ)
  - その男、ワガママにつき あみ♂ばん
- 今夜もねむれない
- メッセージ…佐由里
- 恋スルメロディ娘。
- 彼のクィーン 彼女のGP(グランプリ)
- アリスの花道（全2巻）
- 下北沢でロケットパンチ
- ¥十億少女(ビリオンガール)（全10巻）
- 教師(あたし)にやらせな!S☆T☆J
- 彼と彼女のイエイエ

### 女性漫画
- カフェ・ド・きまぐれビーチ
- 涙の果実
- 結婚を2倍楽しむ方法
- ミステレフォン ミセス・テレフォン
- できちゃった
- レディース・コミックなんかいらない
- お坊っちゃまナイスですね
- 神主さまは凄いらしい
- BAD GIRL
- 夢見るサーティー
- ホテルへ行こう
- カラオケへ行こう
- わたしの鼻は天より高い
- 101回目のトラバーユ（全2巻）
- それゆけ秘宝館
- おくさまは28歳
- 夫婦は天下のまわりもの（全5巻）
- 痛いの痛いのとんでいけ
- ママはやしの実わり (全3巻）
- 王子さまといっしょ
- 永遠のラビリンス
- ナイショ×ボーイ
- 酒井美羽スペシャルセレクション (全4巻）
- 抱いて抱いて抱いて♥ダーリン (全15巻）
  - もっと抱いてダーリン（全2話、電子書籍のみ）
- マジメ男にご用心!
- HR(ホームルーム)でつかまえてっ (全4巻）
- ハッピートラブル・うえでぃんぐ (全8巻）
- マジメ女でご免なさい
- 涙の果実
- マリッジ・マリッジ・マリッジ!!
- ボクのギャル社長
- キル・ラブ
- M式プリンセス (全4巻）
  - イバラ姫とSの従者たち -M式プリンセス番外編
- 極道マネージャー
- 泣き虫ランチ
- 限界スキャンダル
- オオカミ先生のお気に入り (全2巻）
- 絶対シンパシー (全2巻）
- ライアーラブ 嘘つきの報酬
- 10ダンス! ダンス! ダンス!! (全3巻）
- セレブリティ・ゲーム (全3巻）

### 文庫
- ミミと州青のラブコメディ シリーズ
  - あの娘におせっかい
  - もういちど愛して!
  - ミルクタイムにささやいて（全3巻）
- その男、ワガママにつき（全6巻）
- ¥十億少女(ビリオンガール)（全5巻）
- アリスの花道
- 結婚を2倍楽しむ方法
- ミステレフォン ミセス・テレフォン
- できちゃった
- お坊っちゃまナイスですね
- BAD GIRL
- 夢見るサーティー
- ホテルへ行こう
- カラオケへ行こう
- 夫婦は天下のまわりもの（全2巻）
- ママはやしの実わり（全2巻）
- 酒井美羽2in1シリーズ
  - 彼と彼女のイエイエ/カフェ・ド・きまぐれビーチ
  - 恋スルメロディ娘。/その男、ワガママにつき あみ♂ばん
  - ナイショ×ボーイ/教師(あたし)にやらせな!

### ロマンスコミックス
- 傲慢シークにご用心
- ボスと恋に落ちる方法
- 富豪弁護士は赤毛がお好き/ご主人様と恋の契約
- 恋は危険なプリンスと/SPはプリティウーマン
- プレイボーイの甘い罠
- 王様と白衣のシンデレラ
- 義兄(あに)は危険な大富豪
- わけあり王女とボディガード/ミランダの大失敗
- 傲慢弁護士と恋のバトル
- 怖がり霊媒師とイジワル大富豪
- ボスとセアラの契約結婚
- 身代わりレディとスクリーンの恋人
- 年下シークの甘い誘惑/年上シークの危険な密約
- 彼は危険なミリオネア
- CEOと恋の手ほどき
- ハリウッドスターの恋人
- クイーンの値段
- 公爵様の射止め方
- 傲慢社長と愛の契約/冷徹社長と恋の戦略
- 金髪のシーク
- 落札された騎士/SPとシンデレラロマンス
- シークと砂漠の花嫁
- 熱砂の王子と恋をする方法
- 捨てられ王子の契約結婚
- 淑女フェリーサの遺産
- ブルゴーニュの恋人
- 嵐の王子と灼熱の恋
- 傲慢男爵の禁じられた花
- 高慢侯爵の愛の罠
- お忍びプリンスと恋する淑女
- 放蕩伯爵のプリンセスメイド
- 最高の恋人になる方法
- 漆黒シークと秘密の王宮
- トパーズは愛の迷路
- 非情王子と恋の誘惑
- 初恋CEOの命令婚
- 隻眼侯爵の甘美なる契約
- カジノ王の愛と復讐
- 熱愛シークの危険な誘惑

### その他
- 酒井美羽の少女まんが戦記（既刊2巻）
- マンガ日本の古典 31巻「春色梅児誉美」（原作：為永春水、中央公論社）（全1巻、文庫全1巻）
- シークのSはサドのS - BL漫画